# Érzelmes utazás Francia- és Olaszországban
Az Érzelmes utazás Francia- és Olaszországban, röviden: Érzelmes utazás (eredeti címe A Sentimental Journey Through France and Italy) Laurence Sterne angol író 1768. februárban megjelent regénye, pontosabban regényes útirajza; a Tristram Shandy mellett másik nagy, irodalomtörténeti jelentőségű alkotása.

## Előzménye
Sterne kortársa, Tobias Smollett angol író 1765-ben utazást tett Franciaországban és Itáliában. Rögtön utána ki is adta útirajzát (Travels through France and Italy, 1766), művének „élményei egy rossz kedélyállapotban levő beteg ember morgolódásából adódnak, aki a kákán is csomót keres és rossz szállodai szobákból, ízléstelenül öltöző, műveletlen emberekből rakja össze a külföldet.”
Stern kétszer is járt az említett országokban (másodszor nagyjából Smollett-tel egyidőben), foglalkozott is útiélményeinek megírásával, ám ekkor feltehetően még a Tristram Shandyn dolgozott, melynek utolsó kötete 1767-ben látott napvilágot. Smollett „morgolódásainak” hatására „derűs ellenképül” írta meg a címével is ellentmondó Érzelmes utazást. Írásakor, 1767-ben már súlyos beteg volt és egy hónappal a könyv megjelenése után meghalt.

## Tartalma, jellegzetessége
Mint Sterne előző regényének, úgy az Érzelmes utazásnak is nehéz lenne elmesélni a tartalmát, ugyanis az író módszerének éppen az az egyik újítása, hogy könyveinek nincs elmondható meséje. A történet elbeszélője a Tristram Shandyban is szereplő Yorick, maga a szentimentális utazó. Egyáltalán nem hasonlít a többi utazóra, akiket az író így osztályoz: vannak lusta utazók, tudakozódó természetű utazók, hazudozó utazók, gőgös utazók, egyszerű utazók, stb. és végül szentimentális utazók.
A szentimentális vagy érzelmes utazó, Yorick nem sokat törődik az országgal, ahol tartózkodik, nem mutatja be a városok nevezetességeit. Az utazás csak ürügy és alkalom számára, hogy elgondolkozzon a dolgokon, amelyeket lát, és még inkább azokon, amelyeket nem lát, és hogy elérzékenyüljön. Valójában csak az embereket látja meg igazán: azokat, akik felkeltik benne a rokonszenvet és a részvét érzését. „Gróf úr – idézi Szerb Antal a regényből Yorick szavait –, ezért van az, hogy én nem láttam a Palais Royalt – sem a Luxembourg-t – sem a Louvre homlokzatát –, sem nem kíséreltem meg, hogy a képeket, szobrokat és templomokat felsoroló angol könyvek számát növeljem. Mert minden szép lényre úgy tekintek, mint egy templomra, és inkább az ő lelkébe térnék be, és inkább nézném az ott felaggatott eredeti rajzokat és kidolgozatlan vázlatokat, mint akár a Rafael Transfiguráció-ját.”
Yorickkal nem történt semmi, nem vett részt a politikában, nem csalódott a szerelemben. Útonállók nem állták az útját, ravasz képű idegenek nem csapták be a fogadóban, mint a korabeli regények többi utazóját. Az egyetlen mozgalmas esemény az volt, hogy Párizsba érkezésekor már másnap kérték az útlevelét, és minthogy nem volt útlevele, ki kellett mennie Versailles-ba a külügyminiszterhez, aki mindjárt adott is neki útlevelet. Az eseten Yorick felháborodik, de többnyire inkább elérzékenyül, saját jótékony cselekedeteitől is.
Meghatja egy kolduló szerzetes, aki alázattal viseli el, hogy Yorick nem ad neki pénzt, hanem gúnyolódik rajta. Később tettét megbánja, kicseréli tubákos szelencéjét a szerzetes sokkal egyszerűbb tubáktartójával, mire mindketten nagyon elérzékenyülnek. Meghatja egy szégyenlős szegény a többi koldus között, aki nem szól egy szót sem; ennek nagyobb összeget ad, mire az a meghatottságtól még kevésbé tud szóhoz jutni. Meghatja egy halott szamár gazdájának a panasza, egy börtönéből éppen kiszabadult fogoly, egy koldus, aki valamit súg a nők fülébe, mire azok a rendesnél sokkal nagyobb alamizsnát adnak neki.
Iróniának és szentimentalizmusnak különös keveréke a könyv. Yorickon kívül nincs is más központi szereplője, annál több a humorral, iróniával megrajzolt mellékalakja. Az Érzelmes utazás „nem más, mint egy útirajz keretébe illesztett drámai portrésorozat, melyet időnként életképszerű jelenetekkel, novellának beillő betéttörténetekkel tűzdel meg Sterne.”

## Hatása, jelentősége
Az utókor nem egységes Sterne megítélésében, de hatása az európai irodalomban mindenképpen jelentős. Szerb Antal az irodalomtörténeti folyamatban így jelöli ki helyét. „Csakugyan, ha a XIX. századi realizmus felől nézzük, Sterne pl. Fieldinghez viszonyítva sajnálatos eltévelyedés. De ha Proust felől, a XX. századi regény felől nézzük, Sterne új fejezet a regény történetében. A magasrendű, modern regény Cervantes-szel, kifinomodottabb formájában Mme de La Fayette-tel kezdődik, Fieldinggel és Smollett-tel kapja meg a széles, életszerű társadalmi hátteret. De ezek mind „alakokról” írtak, Sterne az első, akinek témája az Én, belülnézetből; nem az Én története, mint a nagy [rousseau-i] Vallomásokban, hanem az Én tiszta létezése, valósága, az Én, amikor nem történik vele semmi.”
Európában a szentimentalista regény Samuel Richardson mellett Sterne műveiből táplálkozott, Lessing, Goethe is nagyra becsülte őket. Az első angliai megjelenés után néhány évvel az Érzelmes utazást számos európai nyelvre fordították le.
A magyar olvasók néhány évtizeddel később, a 19. század elején vehették kezükbe a könyvet, melyet először Kazinczy Ferenc fordított magyarra. Ennek átdolgozásával készült Határ Győző modern fordítása (Budapest, Európa Kiadó, 1957).

## Magyarul
- Érzékeny Útazások Franczia- és Olaszországban; in: Kazinczy Ferencz’ Munkáji, Szép Literatúra, IV., Pesten, Trattner János Tamásnál, 1815, 87-346. p.
- Sterne érzékeny utazásai; Kazinczy Ferenc, bev. Berki Miklós; Franklin, Bp., 1907, 212 p. (Olcsó könyvtár, 1489-1494.)
- Érzelmes utazás Francia- és Olaszországban. Regényes útirajz; Kazinczy Ferenc fordításának figyelembevételével ford. Határ Győző, utószó Kéry László, ill. Rogán Miklós; Európa, Bp., 1957
- Érzékeny útazások Francia- és Olaszországban; ford. Kazinczy Ferenc, sajtó alá rend. Belia György, utószó Wéber Antal, ill. Gyulai Líviusz; Magyar Helikon, Bp., 1976
- Érzékeny utazás Francia- és Olaszországban; ford. Határ Győző; Édesvíz, Bp., 1997 (Aranyág)